# Bonfol
Bonfol é uma comuna da Suíça, situada no distrito de Porrentruy, no cantão de Jura. Tem 13,59 km² de área e sua população em 2018 foi estimada em 666 habitantes.